# Eros Poli

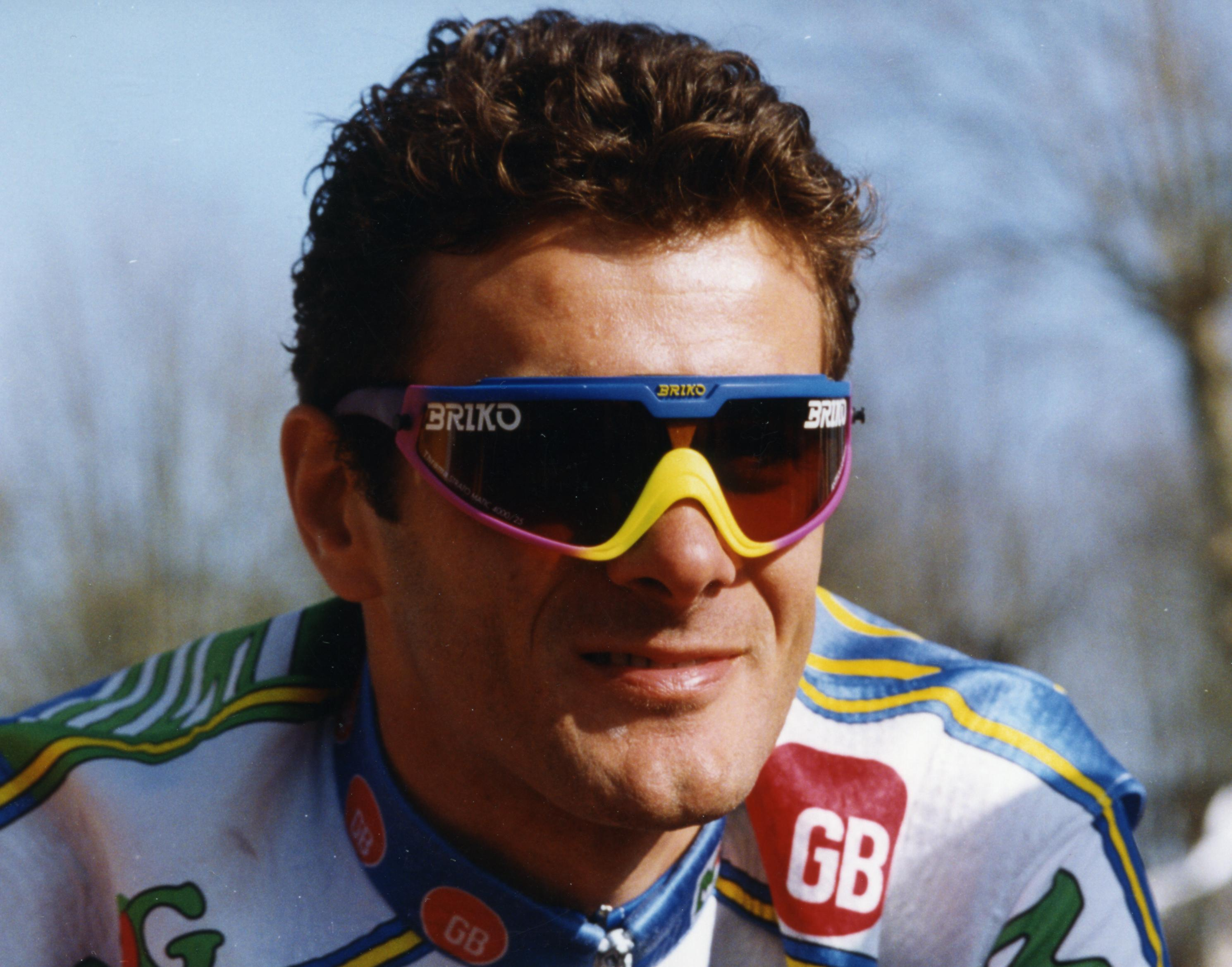
Eros Poli, Paris–Nice 1993.

Eros Poli, född den 6 augusti 1960 i Verona, Italien, är en italiensk tävlingscyklist som tog OS-guld i lagtempolopet vid olympiska sommarspelen 1984 i Los Angeles.